# Отранто
О́транто (итал. Otranto, лат. Odruntum, Hydruntum) — портовый город на тыльной стороне «каблука» Италии, в провинции Лечче области Апулия. Из итальянских городов он наиболее приближен к побережью Албании, от которой его отделяет 64-километровый пролив Отранто. Население — 5,5 тыс. чел. (2009). 
Покровителями города почитаются Пресвятая Богородица и святые мученики Отрантские, празднование 14 августа.

## История
Возник как один из городов Великой Греции под названием Гидрунт (др.-греч. Ύδρος, лат. Hydruntum). Римляне использовали как важнейшую после Бриндизи переправу на Балканы. Ещё в XI веке местные жители говорили по-гречески и соблюдали православный обряд.
После взятия Робертом Гвискаром в 1068 году вошёл в состав Сицилийского королевства.
11 августа 1480 года Отранто захватили турки, и Папа Сикст IV, чтобы выбить из рук «неверных» плацдарм в Италии, призвал европейские страны организовать крестовый поход против турок, который активно поддержала лишь Венгрия, приславшая около 1600 воинов для борьбы с турками, и Неаполь, собравший организованное ополчение.
После захвата города было убито около 15 тысяч обороняющихся и 5 тысяч человек были обращены в рабство. 14 августа 1480 года турками в окрестностях Отранто были обезглавлены 813 человек, которые 12 мая 2013 года были объявлены святыми Римским папой Франциском. Османы оставили Отранто в 1481 году, когда умер Мехмед II.
В 1537 году город разграбил известный турецкий корсар Хайр-ад-Дин Барбаросса. После нападений турок Отранто утратил портовое значение, хотя в наши дни оттуда в Корфу ходит паром.
В 1804 году Наполеон разместил в средневековом замке Отранто свой гарнизон, а титул герцога Отрантского пожаловал шефу французской полиции Жозефу Фуше. Его потомки именовали себя герцогами Отранто ещё в XX веке.

## Демография
Динамика населения: